# Russell Gunn
Russell Gunn (Chicago, Estados Unidos; 20 de octubre de 1971) es un trompetista de jazz contemporáneo estadounidense.  
Creció en East St. Louis, Illinois, tocando la trompeta. Cuando era niño su interés musical era el hip hop, siendo LL Cool J su primer ídolo musical. Sus proyectos incluyen un gran conjunto llamado Bionic, que lanzó un álbum llamado Krunk Jazz, y su grupo más pequeño Electrik Butterfly. 

## Discografía
Como líder
- 1995 - Young Gunn (Muse)
- 1997 - Gunn Fu (HighNote)
- 1998 - Young Gunn Plus (32 Jazz)
- 1999 - Love Requiem (HighNote)
- 1999 - Ethnomusicology, Vol. 1 (Atlantic)
- 2000 - Smokin' Gunn (HighNote)
- 2001 - Ethnomusicology, Vol. 2 (Justin Time)
- 2002 - Blue on the D.L. (HighNote)
- 2003 - Ethnomusicology, Vol. 3 (Justin Time)
- 2003 - Mood Swings (HighNote)
- 2004 - Ethnomusicology, Vol. 4: Live in Atlanta (Justin Time)
- 2006 - Russell Gunn Presents... Bionic: Krunk Jazz (Groid Music 001)
- 2007 - Russell Gunn Plays Miles (HighNote)
- 2008 - Love Stories (HighNote)
- 2010 - Ethnomusicology, Vol. 6: Return of Gunn Fu (Groid Music 002)
- 2013 - Russell Gunn & Elektrik Butterfly: Elektrik Funeral (Hot Shoe Music)
- 2016 - The Royal Krunk Jazz Orkestra: Le Mystere de Sirius (The Sirius Mystery) (Groid Music 003)
- 2018 - The Royal Krunk Jazz Orkestra: Get It How You Live (Ropeadope)
- 2019 - The Royal Krunk Jazz Orkestra: Pyramids (Ropeadope)
- 2021 - The Royal Krunk Jazz Orkestra: The Sirius Mystery: Opus 4, No. 1 [EP] (Ropeadope)

Como acompañante y colíder
- 1994 - Oliver Lake: Dedicated to Dolphy (Black Saint)
- 1994 - Wynton Marsalis: Blood on the Fields (Columbia)
- 1997 - Carlos Garnett: Under Nubian Skies (HighNotee)
- 1997 - Buckshot LeFonque: Music Evolution (Columbia)